# Etapa Națională 2024
Unter dem Titel Etapa Națională 2024 fand am 17. Februar 2024 der moldauische Vorentscheid für den Eurovision Song Contest 2024 in Malmö (Schweden) statt. Natalia Barbu gewann den Wettbewerb mit dem Lied In the Middle.

## Format

### Konzept
Am 13. Juni 2023 bestätigte Teleradio-Moldova (TRM) seine Teilnahme am Eurovision Song Contest 2024. Am 22. November 2023 gab man bekannt, dass auf das Konzept der Etapa Națională aus dem Vorjahr zurückgegriffen werde.

### Beitragswahl
Zwischen dem 22. November und dem 22. Dezember 2023 konnten interessierte Künstler ihre Beiträge einreichen. Um an der Vorentscheidung teilnehmen zu können, mussten Solisten moldauische Staatsbürger sein bzw. Bands mussten zu mindestens 50 % aus moldauischen Staatsbürgern bestehen. Künstler hatten die Möglichkeit, sich mit mehreren Liedern an der Vorentscheidung zu beteiligen.
Zwischen dem 22. und 29. Dezember 2023 prüfte TRM, ob die eingereichten Beiträge den Regularien des Vorentscheids entsprechen.

## Teilnehmer
Die Teilnehmer wurden am 26. Dezember 2023 veröffentlicht. Aliona Moon bzw. Natalia Barbu nahm bereits 2013 bzw. 2007 am Eurovision Song Contest teil. Denis Midone trat 2012 beim Junior Eurovision Song Contest für Moldau an. Aliona Moon gab am 27. Dezember 2023 bekannt, dass sie ihre Teilnahme zurückgezogen habe. Genauere Gründe für diesen Schritt wurden nicht genannt. Die Band TRUPA VOVI ROBIAN zog aus gesundheitlichen Gründen ihre Teilnahme am 10. Januar 2024 zurück.

## Live Audition
Die Live Audition fand am 23. Januar 2024 statt. Die 11 bestplatzierten Teilnehmer qualifizierten sich für das Finale.
| Platz | Startnr. | Interpret               | Lied Musik (M) und Text (T) | Sprache             | Übersetzung (inoffiziell)                 | Punkte |
| ----- | -------- | ----------------------- | --- | ------------------- | ----------------------------------------- | ------ |
| 1     | 20       | Natalia Barbu           | In the Middle M: Natalia Barbu; T: Natalia Barbu, Khris Richards | Englisch            | In der Mitte                              | 58     |
| 2     | 25       | Valeria Pasha           | Anti-Princess M: Andrei Vulpe, Valeria Pasha, Lilian Dobândă, Pasha Parfeni; T: Iuliana Parfeni, Valeria Pasha, Maxim Crasnicov, Iana Bavelskaia, Ilya Iakoveț, Ivan Luca | Englisch            | Anti-Prinzessin                           | 52     |
| 3     | 14       | Iulia Teleucă           | Runaway M/T: Eugen „Natan“ Doibani | Englisch            | Ausreißer                                 | 50     |
| 4     | 23       | Cătălina Solomac        | Fever M: Shawn Myers, Jonas Gladnikoff; T: Shawn Myers | Englisch            | Fieber                                    | 46     |
| 5     | 22       | O L                     | No Time No Space M/T: Denis Nazarov | Englisch            | Keine Zeit kein Raum                      | 45     |
| 6     | 15       | Viola Julea             | Light Up! M: Viola Julea; T: Ecaterina Sanalatii | Englisch            | Leuchte auf!                              | 43     |
| 7     | 18       | Reghina Alexandrina     | Contrasens M: Dimitri Stassos, Reghina Alexandrina, Rickard Bonde Truumeel, Nikos Sofis; T: Eugen „Natan“ Doibani                                                         | Rumänisch           | Gegenteil                                 | 42     |
| 8     | 4        | Victor Gulick           | Fever M/T: Victor Gulick | Englisch            | Fieber                                    | 41     |
| 9     | 28       | Nicoleta Sava           | Bravo M: Rafael Artesero, José Juan Santana; T: Rafael Artesero | Englisch            | –                                         | 40     |
| 10    | 17       | Sasha Letty             | DNA M/T: Jacob Jonia | Englisch            | –                                         | 40     |
| 11    | 8        | Y-Limit                 | Revolution M: Roman Lupu, Siarhei Panamarou; T: Roman Lupu | Englisch            | Revolution                                | 40     |
| 12    | 16       | Max Cara                | Broke the Chain M: Pavel Malîșev; T: Maxim Crasnicov | Englisch            | Brich die Kette                           | 38     |
| 13    | 24       | Anna G                  | Ay Ay Ay M/T: Anna Grosu | Spanisch            | –                                         | 38     |
| 14    | 27       | Y-Limit                 | What’s the Fun M/T: Roman Lupu | Englisch            | Was ist der Spaß                          | 38     |
| 15    | 7        | Denis Midone            | Back to Me M: Alexandr Misiura, Denis Midone, Mustaf Keita, Stelian Savu; T: Denis Midone, Stelian Savu                                                                   | Englisch            | Zurück zu mir                             | 37     |
| 16    | 3        | Oliv Sky                | Another Universe M: Cristian Condrea, Rodica Olișevschi; T: Rodica Olișevschi                                                                                             | Englisch            | Ein anderes Universum                     | 36     |
| 17    | 13       | POLI                    | Lui M: Marian Stârcea; T: Alina Zbancă | Rumänisch           | Sein                                      | 36     |
| 18    | 30       | Valleria                | Run M/T: Mark Stam, Valeria Condrea | Englisch            | Herrsche (Rai Di Ri Di)                   | 36     |
| 19    | 19       | Valleria                | RULE (Rai Di Ri Di) M/T: Valeria Condrea | Englisch, Rumänisch | Lauf                                      | 36     |
| 20    | 21       | Anna Gulko              | Perfect Place M/T: Anna Gulko | Englisch            | Perfekter Ort                             | 35     |
| 21    | 1        | Maria Ciolac            | Break Free M/T: Linda Persson, Ylva Persson | Englisch            | Brech aus                                 | 35     |
| 22    | 12       | LAURA                   | Spune-mi M: Ioana Codrean, Pavel Malîșev; T: Ioana Codrean, Marinela Mihalachi                                                                                            | Rumänisch           | Sag mir                                   | 35     |
| 23    | 29       | Nino                    | Up Again M/T: Sergiu Cristian Baba | Englisch            | Wieder oben                               | 35     |
| 24    | 5        | Formația ‘Vele’         | Carnaval M: Veaceslav Daniliuc, Sparivac Ivan; T: Mariana Craveț | Rumänisch           | Karneval                                  | 34     |
| 25    | 9        | Oliv Sky                | Loud and Clear M: Artur Corcodel, Dan Iacovlev, Rodica Olișevschi; T: Rodica Olișevschi                                                                                   | Englisch            | Laut und Deutlich                         | 36     |
| 26    | 10       | Victor Lozinsky         | Dirty Wind/Joker and Harley move M/T: Victor Lozinsky | Englisch            | Dreckiger Wind/Joker-und-Harley-Schachzug | 30     |
| 27    | 2        | DPSTP ft. Arina         | Rise Up M/T: Anton Polygalov | Englisch            | Steig auf                                 | 28     |
| 28    | 11       | Tudor Bumbac            | Tudorel M/T: Tudor Bumbac | Rumänisch           | Tudor                                     | 21     |
| 29    | 6        | Sasha Bognibov          | Married to Twins M: Jacob Jonia, Sasha Bognibov; T: Jacob Jonia | Englisch            | Mit Zwillingen Verheiratet                | 5      |
| 30    | 26       | Oleg Spînu              | Jungle M: Jonas Gladnikoff, Shawn Myers; T: Shawn Myers | Englisch            | Dschungel                                 | –      |
| –     | –        | Aliona Moon feat. Milla | Obosit M/T: Aliona Munteanu, Milla Danilceac | Rumänisch           | Müde                                      | –      |
| –     | –        | TRUPA VOVI ROBIAN       | Robotul Vovi M/T: Vladimir Ciubotaru | Rumänisch           | Vovi der Roboter                          | –      |

 Kandidat hat sich für die nächste Runde qualifiziert
 Disqualifiziert
 Teilnahme zurückgezogen

## Finale
Das Finale fand am 17. Februar 2024 statt.
| Platz | Startnr. | Interpret           | Lied Musik (M) und Text (T) | Sprache   | Übersetzung (inoffiziell) | Jury    | Jury   | Publikum | Publikum | Punkte |
| Platz | Startnr. | Interpret           | Lied Musik (M) und Text (T) | Sprache   | Übersetzung (inoffiziell) | Stimmen | Punkte | Stimmen  | Punkte   | Punkte |
| ----- | -------- | ------------------- | --- | --------- | ------------------------- | ------- | ------ | -------- | -------- | ------ |
| 1.    | 7        | Natalia Barbu       | In the Middle M: Natalia Barbu; T: Natalia Barbu, Khris Richards | Englisch  | In der Mitte              | 60      | 12     | 2.421    | 10       | 22     |
| 2.    | 2        | Valeria Pasha       | Anti-Princess M: Andrei Vulpe, Valeria Pasha, Lilian Dobândă, Pasha Parfeni; T: Iuliana Parfeni, Valeria Pasha, Maxim Crasnicov, Iana Bavelskaia, Ilya Iakoveț, Ivan Luca | Englisch  | Anti-Prinzessin           | 43      | 10     | 4.771    | 12       | 22     |
| 3.    | 11       | Iulia Teleucă       | Runaway M/T: Eugen „Natan“ Doibani | Englisch  | Ausreißer                 | 40      | 8      | 2.178    | 8        | 16     |
| 4.    | 9        | Cătălina Solomac    | Fever M: Shawn Myers, Jonas Gladnikoff; T: Shawn Myers | Englisch  | Fieber                    | 29      | 7      | 905      | 7        | 14     |
| 5.    | 4        | Viola Julea         | Light Up! M: Viola Julea; T: Ecaterina Sanalatii | Englisch  | Leuchte auf!              | 21      | 4      | 285      | 5        | 9      |
| 6.    | 3        | Reghina Alexandrina | Contrasens M: Dimitri Stassos, Reghina Alexandrina, Rickard Bonde Truumeel, Nikos Sofis; T: Eugen „Natan“ Doibani                                                         | Rumänisch | Gegenteil                 | 19      | 3      | 294      | 6        | 9      |
| 7.    | 1        | Nicoleta Sava       | Bravo M: Rafael Artesero, José Juan Santana; T: Rafael Artesero | Englisch  | –                         | 22      | 5      | 211      | 3        | 8      |
| 8.    | 5        | O L                 | No Time No Space M/T: Denis Nazarov | Englisch  | Keine Zeit kein Raum      | 26      | 6      | 107      | 1        | 7      |
| 9.    | 6        | Sasha Letty         | DNA M/T: Jacob Jonia | Englisch  | –                         | 12      | 2      | 233      | 4        | 6      |
| 10.   | 8        | Y-Limit             | Revolution M: Roman Lupu, Siarhei Panamarou; T: Roman Lupu | Englisch  | Revolution                | 7       | 0      | 147      | 2        | 2      |
| 11.   | 10       | Victor Gulick       | Fever M/T: Victor Gulick | Englisch  | Fieber                    | 11      | 1      | 76       | 0        | 1      |

Bei Punktgleichheit entschied das Juryvoting über die Platzierung.